# Теорема Дезарга об инволюции

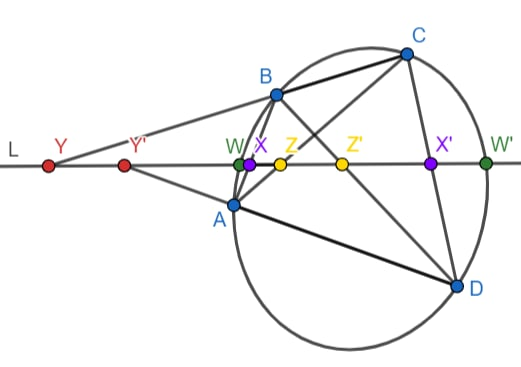
Пары точек (X,X'), (Y,Y'), (Z,Z'), (W,W') отличаются проективной инволюцией

Теорема Дезарга об инволюции (ТДИ) — теорема проективной геометрии

## Проективная инволюция

### Определение
Отображение {\displaystyle f} называется проективной инволюцией, если {\displaystyle f\circ f=Id} и {\displaystyle f} сохраняет двойные (или сложные) отношения.

### Свойства
1. Проективная инволюция однозначно восстанавливается по трём точкам.
2. Если {\displaystyle f} — проективное отображение прямой в себя и {\displaystyle f(X)=X',f(X')=X} {\displaystyle \Longrightarrow } {\displaystyle f} — проективная инволюция.
3. Если {\displaystyle f} — проективная инволюция окружности {\displaystyle \Longrightarrow } {\displaystyle f} — инверсия с некоторым центром {\displaystyle Q} + возможная симметрия относительно {\displaystyle Q}.
4. Если {\displaystyle f} — проективная инволюция коники {\displaystyle \Longrightarrow } {\displaystyle f} — центральная проекция.

## Формулировка
Даны четыре точки {\displaystyle A,B,C,D} общего положения (никакие 3 точки не лежат на одной прямой) и прямая {\displaystyle L}, не проходящая через них. Пусть {\displaystyle L} пересекает прямые {\displaystyle AB,CD,BC,AD,AC,BD} в точках {\displaystyle X,X',Y,Y',Z,Z'} соответственно и конику {\displaystyle c}, проходящую через {\displaystyle A,B,C,D} в точках {\displaystyle W,W'}. Тогда на прямой {\displaystyle L} существует проективная инволюция {\displaystyle f:X\leftrightarrow X',Y\leftrightarrow Y',Z\leftrightarrow Z',W\leftrightarrow W'}
Рассмотрим проективное преобразование {\displaystyle f} такое, что {\displaystyle f(W)=W',f(W')=W,f(X)=X'} (такое преобразование существует, так как проективное преобразование прямой определяется заданием трёх пар соответствующих по отображению точек.
Это утверждение часто называют основной теоремой проективной геометрии). Тогда из свойства 1 следует, что {\displaystyle f} — проективная инволюция {\displaystyle \Longrightarrow f(X)=X'}.
Докажем, что {\displaystyle f(Z')=Z} . Из точки {\displaystyle A} спроецируем четыре точки {\displaystyle W,X,Z,W'} на конику {\displaystyle c}, получим равенство двойных отношений {\displaystyle [W,W';X,Z]=[W,W';B,C]}, затем спроецируем эти точки из {\displaystyle D} обратно на прямую {\displaystyle L}, получим {\displaystyle [W,W';X,Z]=[W,W';B,C]=[W,W';Z',X']}.
Теперь применим преобразование {\displaystyle f} к двойному отношению {\displaystyle [W,W';Z',X']}.
Тогда {\displaystyle [W,W';Z',X']=[W',W,f(Z'),X]=[W,W';X,f(Z')]}, то есть {\displaystyle [W,W';X,Z]=[W,W';X,f(Z')]}.
Из полученного равенства следует, что {\displaystyle f(Z')=Z}.
Утверждение, что {\displaystyle f(Y')=Y} доказывается аналогично.
Таким образом, теорема доказана.

## Вариации и обобщения

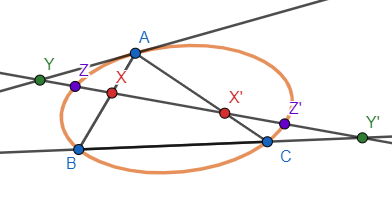
Пары точек (X,X'), (Y,Y'), (Z,Z') отличаются проективной инволюцией

Теорема Дезарга об инволюции для треугольника
Рассмотрим все коники, проходящие через три точки {\displaystyle A,B,C} общего положения, касательную {\displaystyle t} в точке {\displaystyle A} и произвольную прямую {\displaystyle e}, не проходящую через эти точки. Пусть {\displaystyle e} пересекает {\displaystyle AB,AC,t,BC} в точках {\displaystyle X,X',Y,Y'} соответственно, а конику в точках {\displaystyle Z,Z'}, тогда существует проективная инволюция {\displaystyle f:X\leftrightarrow X',Y\leftrightarrow Y',Z\leftrightarrow Z'}

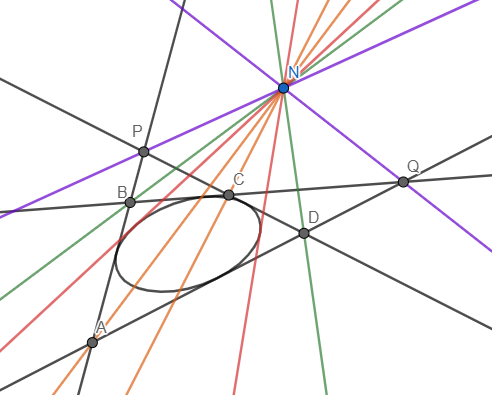
ТДИ, двойственная

Двойственная теорема
Коника {\displaystyle c} вписана в четырехугольник {\displaystyle ABCD}, {\displaystyle AB\cap CD=P,BC\cap AD=Q}. Вне коники {\displaystyle c} и не на прямых {\displaystyle AB,BC,CD,DA} выбрана точка {\displaystyle N}.
Тогда существует проективная инволюция {\displaystyle f:N\longrightarrow N}, меняющая местами пары прямых {\displaystyle NA\leftrightarrow NC,NB\leftrightarrow ND,NP\leftrightarrow NQ} и касательные из {\displaystyle N} к конике {\displaystyle c}.
Справедливость этой теоремы следует из проективного принципа двойственности.